# 산술-기하 수열
수학에서, 산술-기하 수열은 등차수열의 항과 대응하는 등비수열의 항을 항별로 곱한 수열이다. 더 쉽게 말해서, 산술-기하 수열의 n항은 등차수열의 n항과 등비수열의 n항의 곱이다. 산술-기하 수열은 확률론에서 기댓값을 계산하는 것과 같은 다양한 응용에서 나타난다. 예를 들어, 수열
{\displaystyle {\dfrac {\color {blue}{0}}{\color {green}{1}}},\ {\dfrac {\color {blue}{1}}{\color {green}{2}}},\ {\dfrac {\color {blue}{2}}{\color {green}{4}}},\ {\dfrac {\color {blue}{3}}{\color {green}{8}}},\ {\dfrac {\color {blue}{4}}{\color {green}{16}}},\ {\dfrac {\color {blue}{5}}{\color {green}{32}}},\cdots }
은 산술-기하 수열이다. 산술 성분은 분자에 나타나고 (파란색), 기하 성분은 분모에 나타난다. (초록색)
이것은 등차수열과 등비수열의 특징을 둘 다 나타내는 다른 대상들에 적용될 수 있다. 예를 들어 산술-기하 수열의 프랑스식 개념은 {\displaystyle u_{n+1}=au_{n}+b}와 같은 형태로 나타나는 수열을 의미하는데, 이는 등차수열과 등비수열의 일반화이다. 이러한 수열은 선형 계차 방정식의 특별한 경우이다.

## 수열의 항
공차가 {\displaystyle d}이고 초항이 {\displaystyle a}인 등차수열(파란색)과 초항이 {\displaystyle b}이고 공비가 {\displaystyle r}인 등비수열로 이루어진 산술-기하 수열의 처음 몇 개의 항은 다음과 같이 주어진다:
{\displaystyle {\begin{aligned}t_{1}&=\color {blue}a\color {green}b\\t_{2}&=\color {blue}(a+d)\color {green}br\\t_{3}&=\color {blue}(a+2d)\color {green}br^{2}\\&\ \,\vdots \\t_{n}&=\color {blue}[a+(n-1)d]\color {green}br^{n-1}\end{aligned}}}

### 예
예를 들어, 수열
{\displaystyle {\dfrac {\color {blue}{0}}{\color {green}{1}}},\ {\dfrac {\color {blue}{1}}{\color {green}{2}}},\ {\dfrac {\color {blue}{2}}{\color {green}{4}}},\ {\dfrac {\color {blue}{3}}{\color {green}{8}}},\ {\dfrac {\color {blue}{4}}{\color {green}{16}}},\ {\dfrac {\color {blue}{5}}{\color {green}{32}}},\cdots }
은 {\displaystyle d=b=1}, {\displaystyle a=0}, {\displaystyle r={\frac {1}{2}}}에 의해 정의된다.

## 부분합
산술-기하 수열의 첫 n개 항의 합은 다음 형태를 가진다.
{\displaystyle {\begin{aligned}S_{n}&=\sum _{k=1}^{n}t_{k}=\sum _{k=1}^{n}\left[a+(k-1)d\right]br^{k-1}\\&=ab+[a+d]br+[a+2d]br^{2}+\cdots +[a+(n-1)d]br^{n-1}\\&=A_{1}G_{1}+A_{2}G_{2}+A_{3}G_{3}+\cdots +A_{n}G_{n},\end{aligned}}}
이 때 {\displaystyle A_{i}}와 {\displaystyle G_{i}}는 등차수열과 등비수열의 i항을 각각 의미한다.
이 합은 다음과 같은 닫힌 형태 표현을 갖는다.
{\displaystyle {\begin{aligned}S_{n}&={\frac {ab-(a+nd)\,br^{n}}{1-r}}+{\frac {dbr\,(1-r^{n})}{(1-r)^{2}}}\\&={\frac {A_{1}G_{1}-A_{n+1}G_{n+1}}{1-r}}+{\frac {dr}{(1-r)^{2}}}\,(G_{1}-G_{n+1}).\end{aligned}}}

### 증명
다음에 r을 곱한 다음,
{\displaystyle S_{n}=ab+[a+d]br+[a+2d]br^{2}+\cdots +[a+(n-1)d]br^{n-1}}
rSn 을 Sn에서 빼고 망원 급수의 기법을 이용하면 다음을 얻는다.
{\displaystyle {\begin{aligned}(1-r)S_{n}={}&\left[ab+(a+d)br+(a+2d)br^{2}+\cdots +[a+(n-1)d]br^{n-1}\right]\\[5pt]&{}-\left[abr+(a+d)br^{2}+(a+2d)br^{3}+\cdots +[a+(n-1)d]br^{n}\right]\\[5pt]={}&ab+db\left(r+r^{2}+\cdots +r^{n-1}\right)-\left[a+(n-1)d\right]br^{n}\\[5pt]={}&ab+db\left(r+r^{2}+\cdots +r^{n-1}+r^{n}\right)-\left(a+nd\right)br^{n}\\[5pt]={}&ab+dbr\left(1+r+r^{2}+\cdots +r^{n-1}\right)-\left(a+nd\right)br^{n}\\[5pt]={}&ab+{\frac {dbr(1-r^{n})}{1-r}}-(a+nd)br^{n},\end{aligned}}}
이 때 마지막 등식은 등비수열의 합으로부터 얻어진다. 마지막으로 1 − r 을 나누면 결론을 얻는다.

## 급수
만일 −1 < r < 1이면, 산술-기하 급수 S는 말하자면 무한히 많은 항들을 더해서 얻은 것인데, 이는 다음과 같이 주어진다.
{\displaystyle {\begin{aligned}S&=\sum _{k=1}^{\infty }t_{k}=\lim _{n\to \infty }S_{n}\\&={\frac {ab}{1-r}}+{\frac {dbr}{(1-r)^{2}}}\\&={\frac {A_{1}G_{1}}{1-r}}+{\frac {dG_{1}r}{(1-r)^{2}}}.\end{aligned}}}
만일 r 이 위의 범위를 벗어나면, 급수는 다음 둘 중 하나이다.
- 발산한다 (r > 1 또는 r = 1이고 등차수열의 a와 d가 모두 0이 아닌 경우. 만일 후자의 경우 a와 d가 모두 0이면, 급수의 모든 항이 0이 되어 급수는 상수가 된다.)
- 또는 교대급수 (when r ≤ −1).

### 예: 기댓값에 대한 응용
예를 들어, 합
{\displaystyle S={\dfrac {\color {blue}{0}}{\color {green}{1}}}+{\dfrac {\color {blue}{1}}{\color {green}{2}}}+{\dfrac {\color {blue}{2}}{\color {green}{4}}}+{\dfrac {\color {blue}{3}}{\color {green}{8}}}+{\dfrac {\color {blue}{4}}{\color {green}{16}}}+{\dfrac {\color {blue}{5}}{\color {green}{32}}}+\cdots },
는 {\displaystyle d=b=1}, {\displaystyle a=0}, {\displaystyle r={\frac {1}{2}}}로 정의된 산술-기하 급수인데, 이는 {\displaystyle S=2}로 수렴한다.
이 수열은 "뒷면"을 얻기까지 예상되는 동전 던지기의 기댓값과 관련있다. k번째 동전 던지기에서 처음으로 뒷면을 얻을 확률 {\displaystyle T_{k}}는 다음과 같다:
{\displaystyle T_{1}={\frac {1}{2}},\ T_{2}={\frac {1}{4}},\dots ,T_{k}={\frac {1}{2^{k}}}}.
따라서 동전 던지기의 기댓값은
{\displaystyle \sum _{k=1}^{\infty }kT_{k}=\sum _{k=1}^{\infty }{\frac {\color {blue}k}{\color {green}2^{k}}}=S=2} .

## 더 읽을거리
- D. Khattar. 《The Pearson Guide to Mathematics for the IIT-JEE, 2/e (New Edition)》. Pearson Education India. 10.8쪽. ISBN 81-317-2876-5.
- P. Gupta. 《Comprehensive Mathematics XI》. Laxmi Publications. 380쪽. ISBN 81-7008-597-7.